# Habenhauser Deich

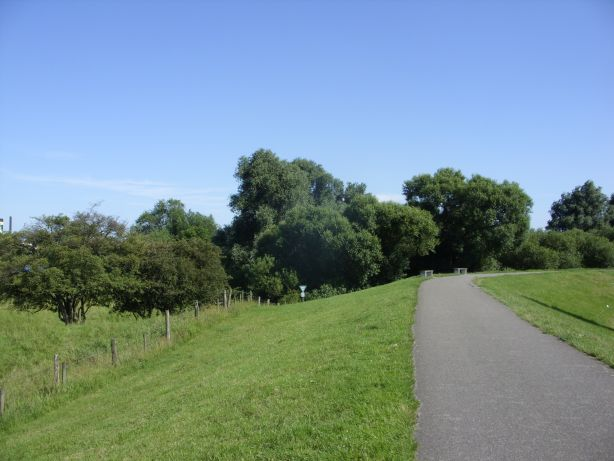
Habenhauser Deich mit Vogelschutzgebiet

Der Habenhauser Deich in Bremen bildet die südwestliche Begrenzung der Weseraue vom Buntentorsdeichschart flussaufwärts bis Weserkilometer 359 (Grenze der Ortsteile Arsten und Habenhausen), wo er sich ohne Unterbrechung als Arster Weserdeich fortsetzt. Beide zusammen bilden den wichtigsten Hochwasserschutz des Bremer Stadtteils Obervieland. Auf beiden verläuft der Weserradweg. Zwischen dem Deichschart und der Ortsteilgrenze Habenhausens verlief die Deichlinie früher weiter südlich (Buntentorsdeich) unter Einbeziehung natürlicher Erhebungen (Werderhöhe). In den 1930er Jahren wurde dieser Deichabschnitt vorverlegt und begradigt. Auf dem so gewonnenen Bauland wurden Kasernen gebaut (Niedersachsendamm), die heute allerdings zu einem guten Teil zivil genutzt sind.
Am Habenhauser Deich liegt zwei Kilometer oberhalb des Weserwehres das Vogelschutzgebiet Arsten-Habenhausen mit 1 Hektar Größe.